# Nymphaea glandulifera
Nymphaea glandulifera là một loài thực vật có hoa trong họ Nymphaeaceae. Loài này được Rodschied miêu tả khoa học đầu tiên năm 1794.